# Alias Gardelito
Alias Gardelito es una película argentina en blanco y negro, dirigida por el chileno Lautaro Murúa, e interpretada por Alberto Argibay y Walter Vidarte. Estrenada el 30 de agosto de 1961. Cóndor de Plata como mejor película de 1962.
En una encuesta de las 100 mejores películas del cine argentino llevada a cabo por el Museo del Cine Pablo Ducrós Hicken en el año 2000, la película alcanzó el puesto 19.

## Sinopsis

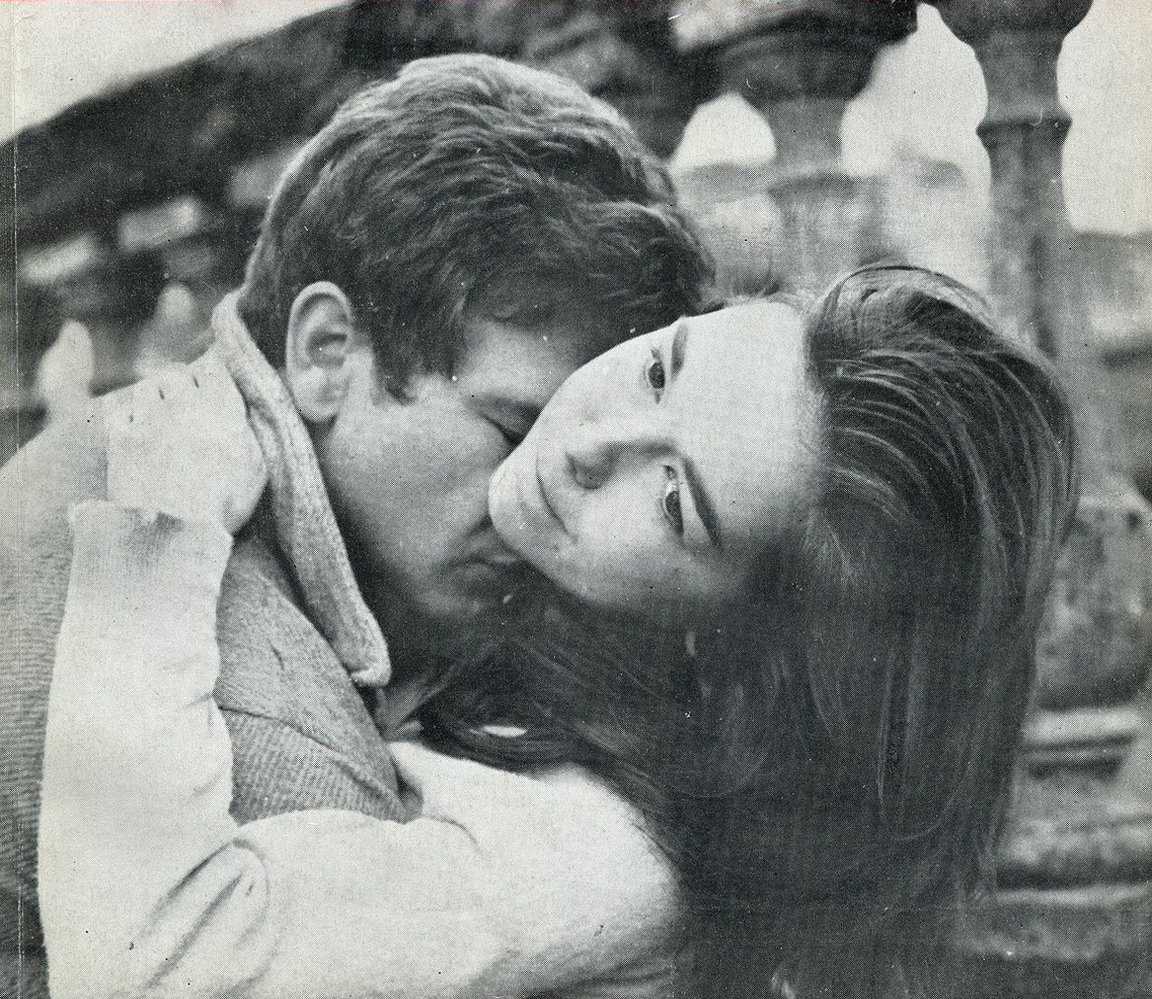
Alberto Argibay y Virginia Lago en el film.

El protagonista, Toribio Torres, alias "Gardelito" (Alberto Argibay), es un ladrón de poca monta en un mundo de pobreza, que sueña con emular a su máximo ídolo, el cantante de tango Carlos Gardel. Tironeado entre ambos mundos, el mundo de la música comercial y el del delito, "Gardelito" terminará  yendo al desastre.

## Actores
1. Alberto Argibay (Toribio Torres, alias "Gardelito")
2. Walter Vidarte (Picayo)
3. Tonia Carrero (Pilar)
4. Lautaro Murúa (Ingeniero)
5. Nora Palmer (Margot)
6. Raúl Parini (Feasini)
7. Virginia Lago (Vecina de Toribio)
8. Raúl del Valle (Julián)
9. Orlando Sacha (Leoncio)
10. Nelly Tesolín (Mujer en boutique)
11. Héctor Pellegrini
12. Alberto Follino
13. Alberto Barcel
14. Cacho Espíndola
15. Carmen Giménez (Tía)
16. Saúl Jarlip
17. Rafael Diserio
18. Emilio Federico
19. Patricio Ferré

## Premios
- Premios Cóndor de Plata (1962): mejor película